# Everything Except Desire
Everything Except Desire è il terzo EP di William Ryan Key, pubblicato l'11 febbraio 2022 per Equal Vision e Rude Records.

## Tracce
1. The Swim Back – 5:37
2. Face in a Frame – 3:39
3. Brighton – 6:17
4. Heavens – 5:11
5. Union Chapel – 4:54

Durata totale: 25:38